# Ancilla van de Leest
Ancilla van de Leest (Róterdam, 21 de julio de 1985), nacida como Linde van de Leest, es una política, ex modelo fetichista, productora, presentadora y activista neerlandesa. Fue cabeza de lista por el Partido Pirata en las elecciones generales de 2017.

## Biografía
Después de pasar sus primeros años de vida en su ciudad natal, vivió en Amberes (Bélgica) entre 1991 y 1996, para posteriormente regresar a Róterdam. Tuvo dos escapadas a Ámsterdam en 2004 y Berlín en 2014, en busca de inspiración para su país del Partido Pirata alemán. En 2011, cambió su nombre a Ancilla Tilia van de Leest, después de que su nombre de nacimiento, Linde van de Leest, fuera publicado en Playboy. Desde entonces, ha utilizado principalmente sus dos primeros nombres, siendo reconocida en su posterior labor como política como Ancilla van de Leest.

## Carrera como modelo
Van de Leest trabajaba como camarera cuando fue descubierta por un fotógrafo profesional. A los dieciocho años apareció con su nombre de nacimiento como playmate en la revista masculina Playboy, en su edición de mayo de 2004. Luego se marchó a Los Ángeles (California) para trabajar con varios fotógrafos y modelos. En junio de 2009, Van de Leest apareció en la portada de edición holandesa de Playboy, con una serie de fotografías realizada por el fotógrafo y director de videoclips Carli Hermès. Van de Leest posó tres veces en 2010 para las ediciones especiales de American Playboy. En septiembre de 2012 volvió a aparecer en la portada de la Playboy holandesa. También apareció dos veces en la portada de la edición de su país de FHM, así como en las portadas de periódicos como Sp!ts, Rotterdams Dagblad, Panorama, Aktueel o Viva. Van de Leest tenía preferencia por la fotografía fetichista, especialmente por la ropa de látex, los corsés, los tacones altos y las medias. Como modelo fetichista, apareció en la portada de Bizarre (Reino Unido), Marquis (Alemania) y The Picture (Australia). En 2012, Van de Leest dio por finalizada su carrera como modelo.

## Labor como presentadora, actriz y escritora
En 2007, Van de Leest participó en el Quote Challenge Rally. Esto resultó en una colaboración con Jort Kelder y el rapero Lange Frans para la producción de un videoclip.
Van de Leest estudió Actuación para la cámara en Theaterschool De Trap de Ámsterdam. Se convirtió en presentadora, entre otras cosas, del programa Feesten. También se la vio en anuncios de marcas como Opel, Axe, Hyves, Honda, Holland Poker, Pownews, Beat de Mol y el Twestival. En 2010, Van de Leest apareció en una serie de películas promocionales para la Universidad Radboud de Nimega. Tras las críticas tanto de la institución como del consejo estudiantil, se decidió no continuar con esta colaboración. En 2012, también apareció en un episodio de la webserie De Meisjes van Thijs.
Entre 2007 y 2009, Van de Leest apareció varias veces como compañero en el programa de radio Nachtegiel de Giel Beelen, que también se transmitió en el canal de televisión Netherlands 3. También se convirtió en jugadora de póquer patrocinada por Unibet Poker. De 2008 a 2010, Van de Leest escribió la columna "Vraag het Ancilla" ("Pregúntale a Ancilla") para la revista FHM, que finalmente se convirtió en una columna de una página que apareció mensualmente hasta 2010. En 2011, escribió parte del contenido, en formas de cartas a su yo del pasado, en el libro Aan mijn jongere ik ("Para mi yo más joven"). En 2013, fue la ganadora del National Travel Test de BNN en el grupo de celebridades holandesas que participaron.
En 2014 participó en el reality show de Expeditie Robinson, siendo la primera en ser eliminada ya en el segundo programa. A finales de 2015 participaba en el programa de televisión De Slimste Mens.

## Organizaciones benéficas
Ha participado activamente en la fundación Wakker Dier, que defiende los derechos de los animales en las granjas industriales. Van de Leest también está comprometida con los derechos de privacidad y estuvo activa entre 2012 y 2013 para la fundación Bits of Freedom, donde organizó noches de cine, estableció una colaboración con la revista Bright y brindó un taller en Internet para miembros del parlamento. Desde entonces, escribió regularmente artículos de opinión sobre la privacidad y la protección de datos en el sitio web Joop.nl y Het Financieele Dagblad. En 2014 también fue la figura decorativa de una acción legal contra el comercio de datos personales por parte de ABN AMRO.

## Labor como política en el Partido Pirata

### Elecciones municipales
Ancilla van de Leest estuvo en la lista para las elecciones municipales de Ámsterdam de 2014 formando parte del Partido Pirata, donde obtuvo la segunda mayor cantidad de votos dentro de su partido con 1905 votos. El partido lograría arañar un escaño. Realizó una campaña que estuvo principalmente dirigida a la vigilancia con cámaras y la recopilación excesiva de datos. En el período previo a su candidatura, ya era portavoz, mantenía contacto con los medios y realizaba trucos mediáticos para publicitar al partido.

### Elecciones generales
El 26 de junio de 2016, Van de Leest fue elegido líder del Partido Pirata para las elecciones generales de 2017. Antes de esto, participó en la gira Pirates on Tour por los Países Bajos, durante la cual varios líderes de la lista de candidatos viajaron por el país para debatir entre ellos, durante la cual los visitantes pudieron proponer temas por sí mismos. En abril de 2017, van de Leest consiguió la nominación como cabeza de lista. Consiguió 35 478	votos, lo que representaba el 0,34 % de los votos totales, siendo el mejor resultado obtenido por el partido. Pese a mejorar tales resultados, Van de Leest no repetiría candidatura, siendo sustituida en los comicios de 2021 por Matthijs Pontier.

### Posicionamiento
En entrevistas, Van de Leest indicó que dos de sus puntas de lanza tenían como objetivo estimular el derecho a la privacidad y combatir la abolición del dinero en efectivo. Veía un desarrollo en el que el uso de efectivo podía implicar altos costos para los empresarios, con el objetivo de estimular los pagos con tarjeta de débito. Aparte de esto, también estuvo fuertemente comprometida con los derechos a la privacidad en general, pero específicamente dentro de la relación entre el gobierno y los ciudadanos, porque expresaba tenían una influencia negativa y desproporcionada de los intereses comerciales sobre los derechos fundamentales de los ciudadanos. En septiembre de 2016 defendió a las víctimas de una violación de datos en el municipio de Almelo.